# 比达亚·迪诺格
比达亚·迪诺格（1989年9月21日—）是一名泰国举重运动员，身高1.75米。2010年参加广州亚运会85公斤级比赛，因抓举三次失败未获得有效成绩。